# Autoroute A64 (France)
Pour les articles homonymes, voir A64.

L’autoroute A64 (La Pyrénéenne ou E80 sous son appellation européenne) est une autoroute à péage sur une partie de son tracé. Orientée est-ouest, elle relie Toulouse à Bayonne via Tarbes et Pau. 
Sa longueur est d'environ 287 km à 2 × 2 voies de Bayonne au péage de Muret et 2 × 3 voies du péage de Muret au périphérique toulousain dont une très courte section à 2 × 4 voies à l'approche du périphérique toulousain. Elle double la route départementale 817 (ancienne route nationale 117).
Elle est concédée à ASF sauf la section entre la sortie 22 et la sortie 35 gérée par la DIR Sud-Ouest.
Radio VINCI Autoroutes (107.7FM) fonctionne sur l'A64 secteur ASF.

## Historique
En 2004, l'ensemble des 1 800 platanes situés entre Muret et Martres-Tolosane est abattu, la DDE justifiant alors un risque pour la sécurité. Cette section de l'autoroute avait été construite par dessus la route nationale 125 (devenue par la suite 117) et les platanes avaient été conservés lors de la mise à 2 × 2 voies.

## Tracé
L'autoroute A64 débute à la sortie de Bayonne où elle permet une connexion avec l'A63. Auparavant, la connexion était réalisée par la RD 1 entre Briscous et Bayonne, intégrée à la concession d'ASF au milieu des années 2010. L'échangeur de Mousserolles avec l'A63 a été mis en service en juin 2011, dans le cadre de la mise à 2 × 3 voies de cette autoroute A63. Elle prend fin à Toulouse, à hauteur de la rocade toulousaine par laquelle elle offre une connexion avec l'A61, l'A62, l'A68.
Elle permet donc un accès rapide par exemple depuis Tarbes ou Pau vers : Albi (A68), Montauban (A62), Bordeaux (A62), Narbonne (A61).

## Sorties
Section concédée à ASF et payante (sauf entre l'A63 à la sortie 4 et les sorties 20 à 22).
- Échangeur entre A63 et A64 (Échangeur de Mousserolles) à 0 km : Bordeaux, Bayonne - Saint-Léon, Saint-Esprit, Anglet, Biarritz, Saint-Sébastien, Bilbao  Espagne
  -   Limitation à 90 km/h.
- 1 Bayonne - Mousserolles à 1 km : Bayonne - centre, Saint-Pierre-d'Irube, Villefranque, Centre Européen de Fret
  -   Limitation à 110 km/h.
- 1.1 Mouguerre - Bourg à 3 km :  Villefranque, Mouguerre
- 2 Mouguerre - Elizabery à 7 km : Briscous - Les Salines, Mouguerre
- 3 Briscous à 11 km : Briscous - centre, Cambo-les-Bains, Hasparren
- 4 Urt à 16 km : Urt, Saint-Palais, Bidache
- 5 Guiche à 23 km : Guiche (de et vers Bayonne, demi-échangeur)
- Péage de Sames (à système fermé)
  -  Limitation à 130 km/h.
  -  Aire de service de Hastingues (dans les deux sens) Aire d'Hastingues.

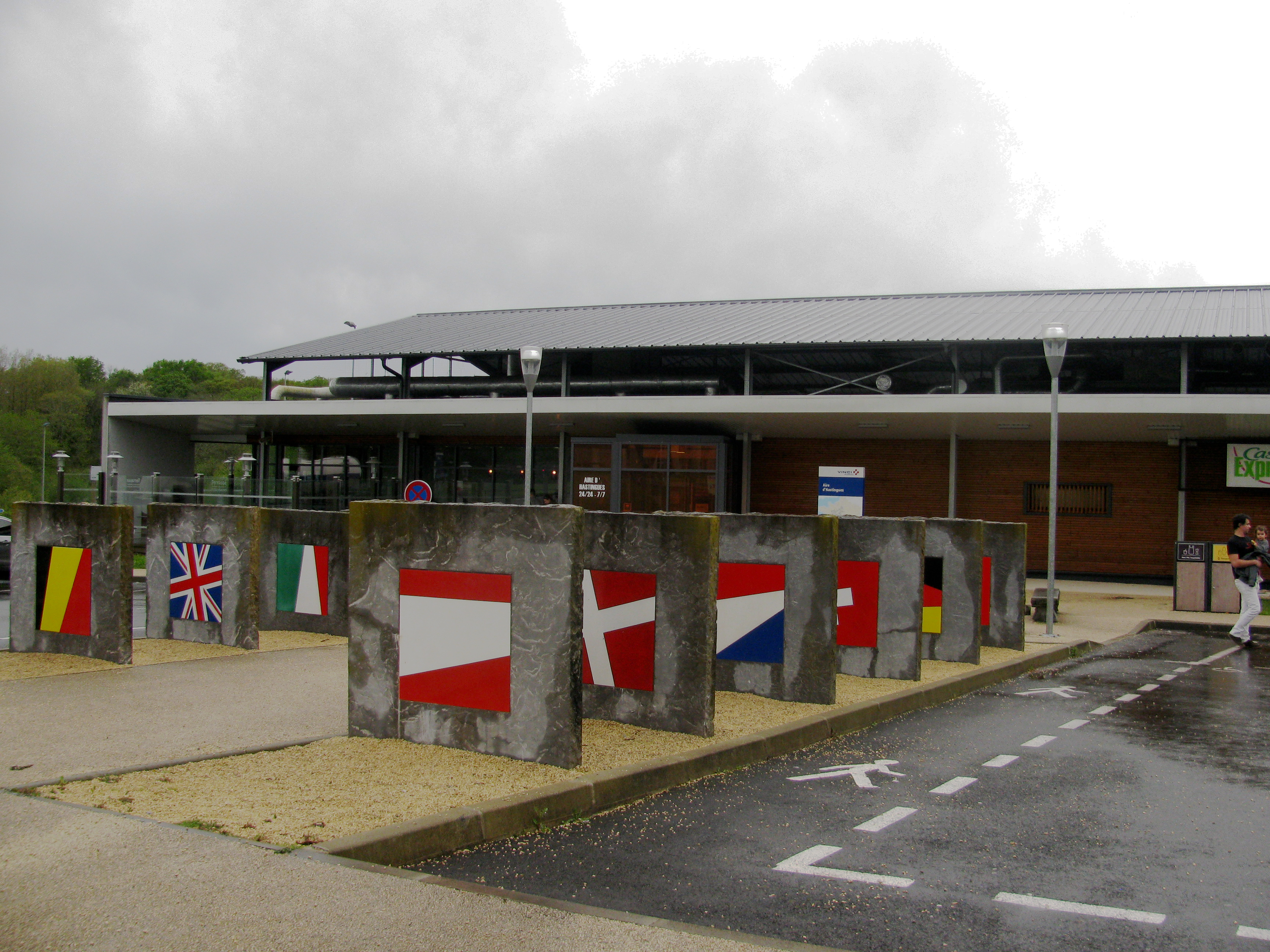
Aire d'Hastingues.

- 6 Peyrehorade à 35 km :  Échangeur entre A641 et A64 : Capbreton, Soorts-Hossegor, Saint-Vincent-de-Tyrosse, Bidache, Peyrehorade

(en projet)  6.1 Carresse-Cassaber : Carresse-Cassaber
- 7 Salies-de-Béarn à 50 km : Pampelune  Espagne, Saint-Jean-Pied-de-Port, Oloron-Sainte-Marie, Mauléon-Licharre, Salies-de-Béarn, Sauveterre-de-Béarn

(en projet)  7.1 Orthez - ouest : Orthez, Dax (de et vers Toulouse, demi-échangeur)
- Aires de repos de Haut-de-Départ (sens  Bayonne-Toulouse),  de Magret (sens Toulouse-Bayonne)
- 8 Orthez - centre à 66 km : Dax, Mont-de-Marsan, Hagetmau, Lacq, Orthez
  -  Aire de service de Lacq-Audéjos (dans les deux sens)
- 9 Artix à 85 km : Mourenx, Lacq, Artix
- Échangeur entre A65 et A64 : Mont-de-Marsan, Bordeaux (A62), Agen, Aire-sur-l'Adour
- 9.1 Lescar à 97 km : Lescar, Pau - ouest, Saragosse  Espagne,  Aéroport Pau-Pyrénées (Depuis décembre 2010[6])
- 10 Pau - centre à 103 km : Pau, Mont-de-Marsan, Aire-sur-l'Adour

(en projet)  10.1 Pau - est : Pau, Morlaàs, Saragosse
- Aire de repos de Serres-Morlaàs (dans les deux sens)
- 11 Soumoulou à 117 km : Nousty, Soumoulou, Pontacq, Lourdes, Pau - est
  -  Aire de service des Pyrénées (dans les deux sens)

Passage du département des Pyrénées-Atlantiques à celui des Hautes-Pyrénées
 Passage de la région Nouvelle-Aquitaine à celui de l'Occitanie.
- 12 Tarbes - ouest à 137 km : Tarbes - centre, Lourdes,  Ossun, Vic-en-Bigorre, Argelès-Gazost
- 13 Tarbes - est (RD 817) à 145 km : Tarbes - centre, Auch, Bagnères-de-Bigorre, Séméac, Aureilhan, Rabastens-de-Bigorre, Pau, Lourdes, Argelès-Gazost par RN
  -  Aire de repos de Bordes (dans les deux sens)
- 14 Tournay à 158 km : Bagnères-de-Bigorre, Tournay
  -  Limitation à 110 km/h.
  -  Limitation à 90 km/h
  -  viaduc de Lanespède
  -  Limitation à 130 km/h.
- 15 Capvern à 170 km : Capvern, Lannemezan - est, Toulouse, Foix par RD
  -  Aires de repos des Bandouliers (sens  Bayonne-Toulouse),  du Lac Saint-Martin (sens Toulouse-Bayonne)
- 16 Lannemezan à 175 km : Auch, Arreau, Lannemezan - sud
  -  Aire de repos du Pic-du-Midi (dans les deux sens)

Passage du département des Hautes-Pyrénées à celui de la Haute-Garonne
- 17 Montréjeau à 192 km :  Échangeur entre A645 et A64 : Lérida  Espagne (RN 125), Bagnères-de-Luchon, Montréjeau,  Saint-Bertrand - Valcabrère
  -  Aire de service du Comminges (dans les deux sens)
- 18 Saint-Gaudens à 206 km : Boulogne-sur-Gesse, Aspet, Saint-Gaudens
- Péage de Lestelle (à système fermé)
- 19 Lestelle-de-Saint-Martory à 218 km : Saint-Gaudens par RD, Lestelle-de-Saint-Martory (de et vers Toulouse, demi-échangeur)
- 20 Saint-Martory à 222 km : Foix, Saint-Girons, Salies-du-Salat, Saint-Martory
- 21 Boussens à 230 km : Tarbes, Lourdes, Saint-Gaudens par RD, Aurignac, Boussens, Martres-Tolosane
- 22 Martres-Tolosane à 234 km : Martres-Tolosane, Mondavezan

Section non-concédée gérée par la DIR Sud-Ouest et gratuite.
- 23 Cazères à 239 km : Mondavezan, Le Fousseret, Cazères
- 24 Lavelanet-de-Comminges à 243 km : Lavelanet-de-Comminges
- 25 Saint-Élix-le-Château à 246 km : Montesquieu-Volvestre, Rieux, Saint-Julien-sur-Garonne, Saint-Élix-le-Château
- 26 Laffite-Vigordanne à 251 km : L'Isle-en-Dodon, Peyssies, Salles-sur-Garonne, Lafitte-Vigordane, Carbonne - ouest
- 27 Carbonne à 254 km : Montesquieu-Volvestre, Rieux, Bérat, Carbonne - nord, Marquefave
  -  Aires de service de La Garonne (sens Bayonne-Toulouse),  du Volvestre (sens Toulouse-Bayonne)
- 28 Capens à 258 km : Saint-Sulpice-sur-Lèze, Longages, Marquefave, Noé - sud, Capens
- 29 Noé à 259 km : Noé - centre (de Toulouse et vers Bayonne, demi-échangeur)
- 30 Longages à 261 km : Noé - nord, Bérat, Longages (de et vers Toulouse, demi-échangeur)
- 31 Mauzac à 263 km : Saint-Hilaire, Lavernose-Lacasse, Le Fauga, Mauzac
- 32 Le Fauga à 265 km : Saint-Hilaire, Lavernose-Lacasse, Le Fauga (de et vers Toulouse, demi-échangeur)
- 33 Muret - sud à 269 km : Labarthe-sur-Lèze, Muret - Z. I. Sud, Lherm
- 34 Lherm à 272 km : Saint-Clar-de-Rivière, Lamasquère, Labastidette, Lherm, Rieumes
- 35 Muret - nord à 275 km : Toulouse par RD, Saint-Lys, Villeneuve-Tolosane, Roques, Seysses, Muret - centre

Section concédée à ASF et payante (sauf de la sortie 36 au Périphérique de Toulouse).
- Péage de Muret (à système ouvert)
  -  Limitation à 110 km/h.
- 36 Roques à 282 km : Tarbes, Lourdes, Foix, Muret par RD, Roques, Auterive, Labarthe-sur-Lèze (de et vers Toulouse, demi-échangeur)
  -  Limitation à 90 km/h.
- 37/37a/37b Francazal à 283 km : Portet-sur-Garonne, Cugnaux, Villeneuve-Tolosane, Saint-Simon
- 38 Le Chapitre à 285 km : Tournefeuille,  Oncopole de Toulouse, Le Mirail, La Croix-de-Pierre, Saint-Simon
- Échangeur entre Périphérique de Toulouse (A620) et A64 à 287 km : 
  - Périphérique Intérieur : Paris (A20), Bordeaux (A62), Auch,  Blagnac, Toulouse - La Faourette
  - Périphérique Extérieur : Montpellier (A61), Foix (A66), Albi (A68), Toulouse - centre, Empalot

## Caractéristiques

### Profil
Le graphique qui aurait dû être présenté ici ne peut pas être affiché car il utilise l'ancienne extension Graph, désactivée pour des questions de sécurité. Des indications pour créer un nouveau graphique avec la nouvelle extension Chart sont disponibles ici.

Le point le plus haut de l'autoroute se situe au niveau de l'aire de repos des Bandouliers. Il dépasse les 600 mètres d'altitude.

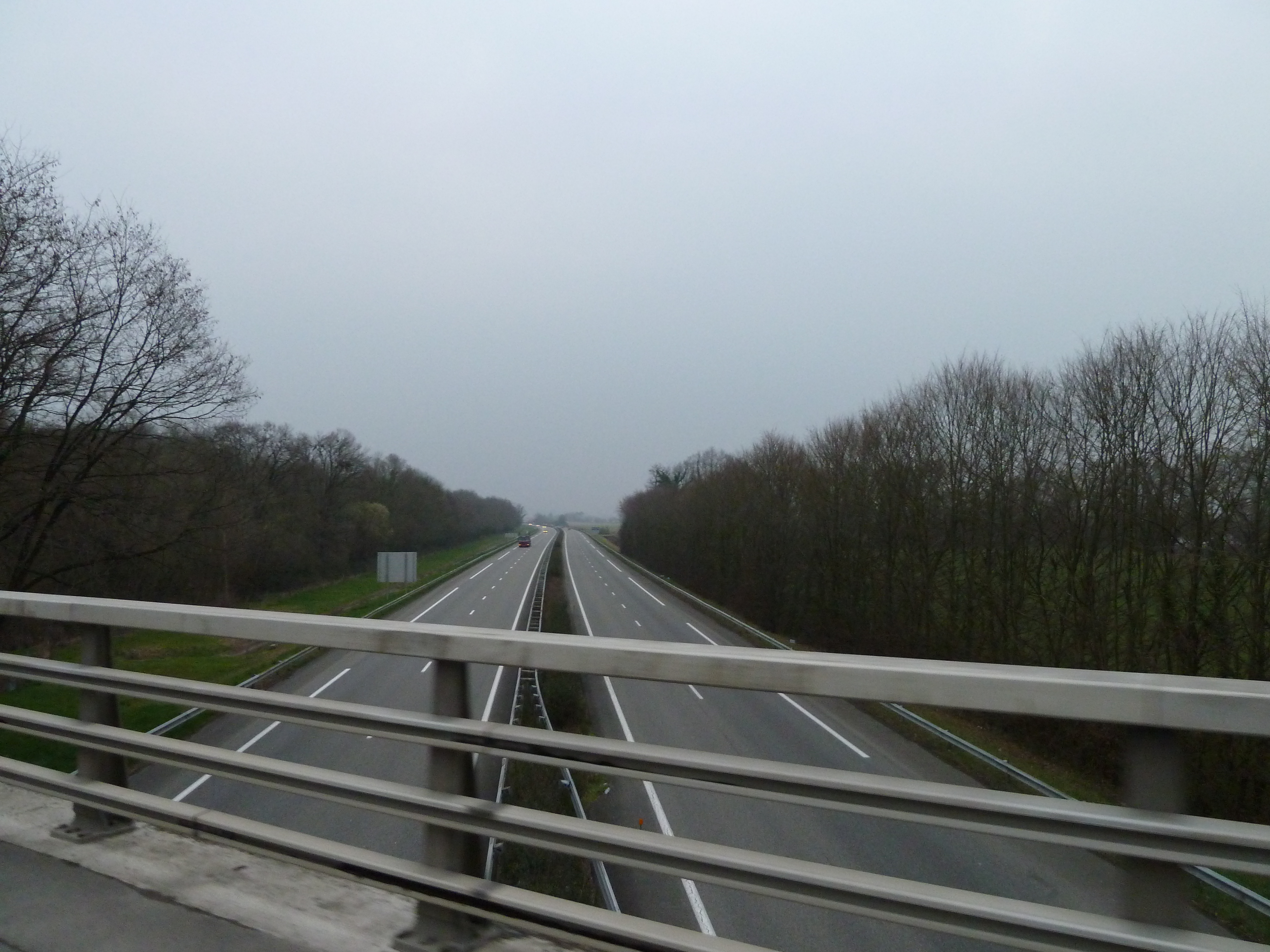
A64 depuis le pont de Berlanne (Morlaàs) dans le sens Bayonne → Toulouse.

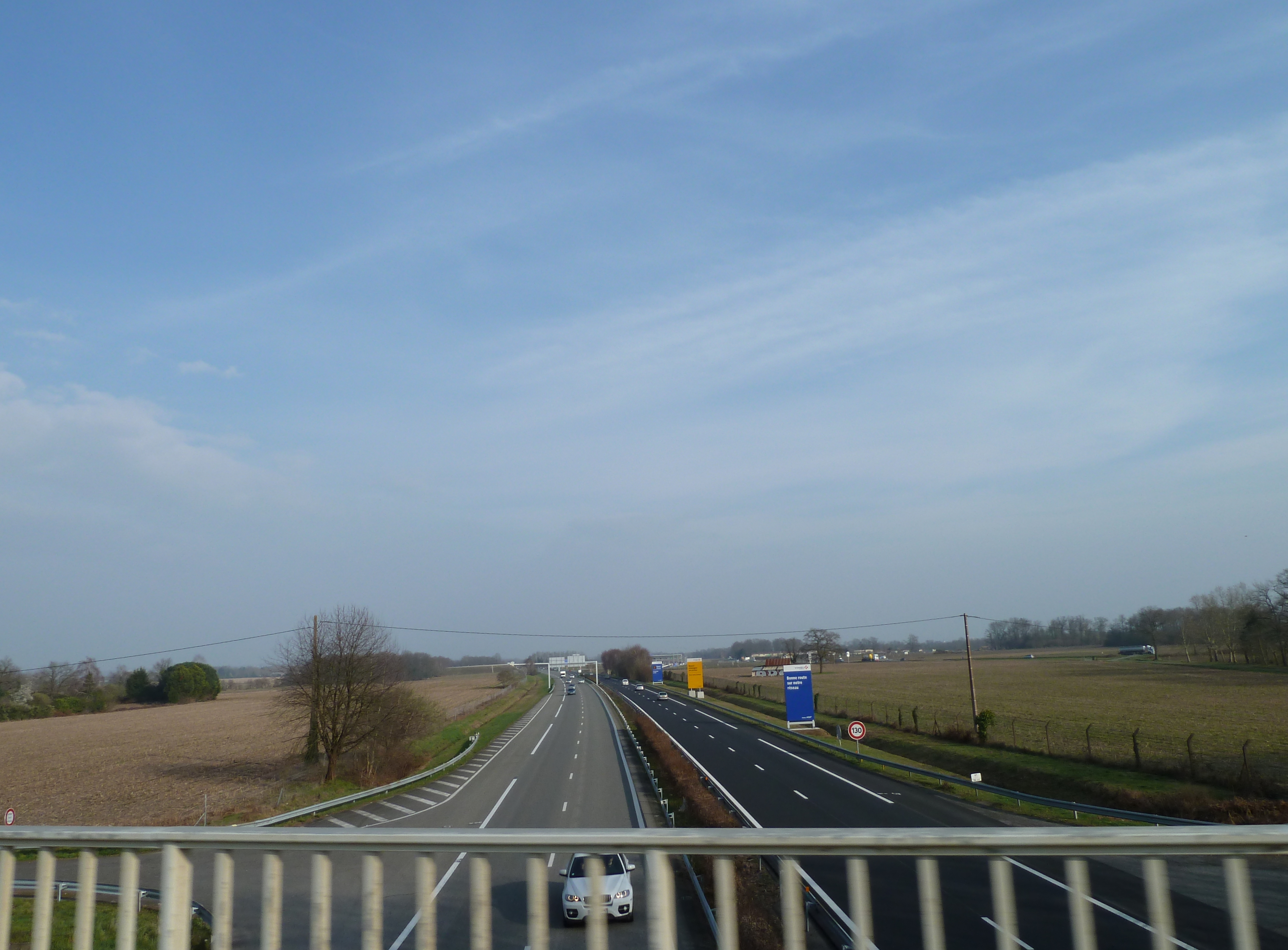
A64 à Lescar dans le sens Bayonne → Toulouse.

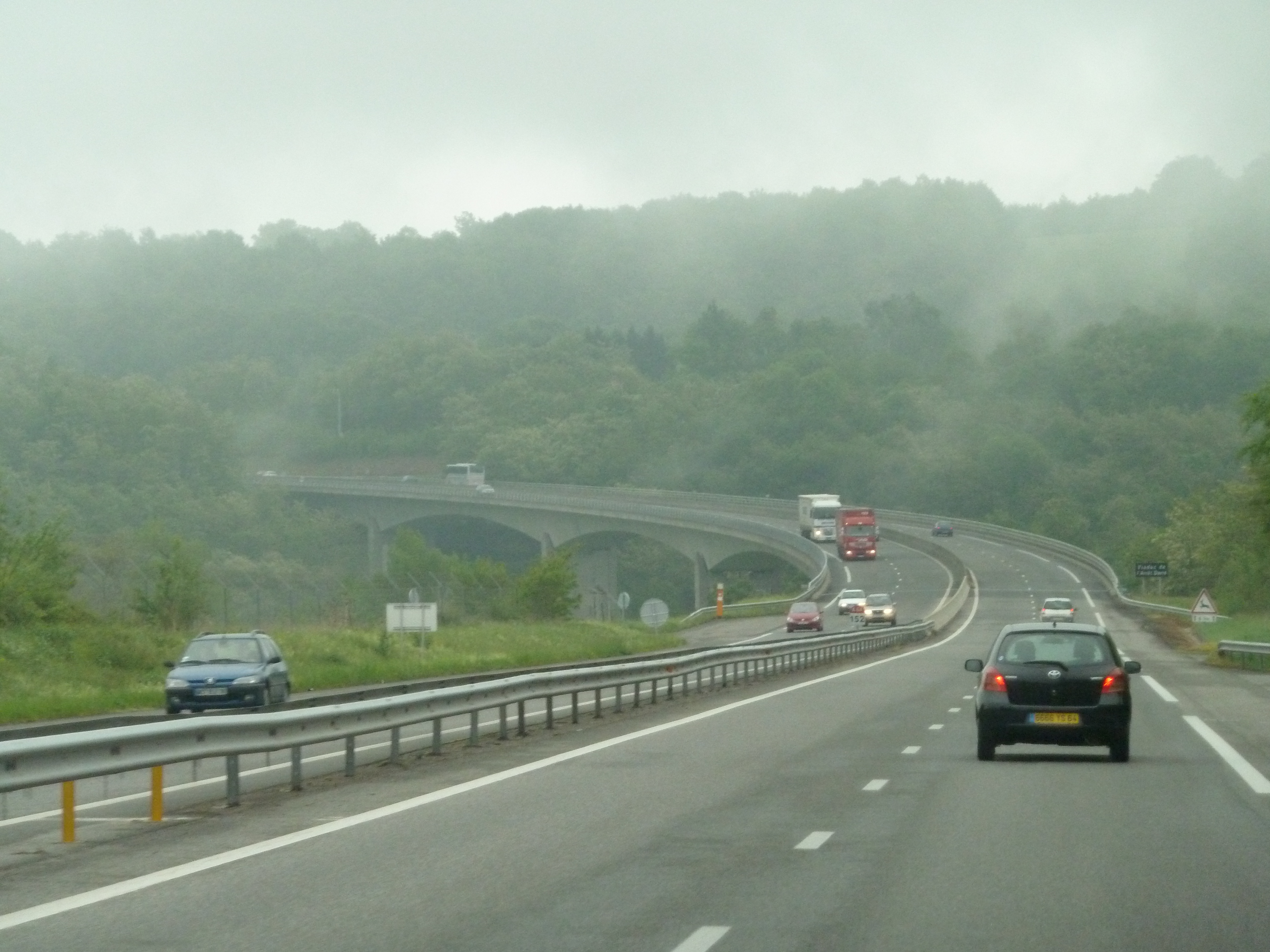
Viaduc de l'Arrêt-Darré dans le sens Bayonne → Toulouse.

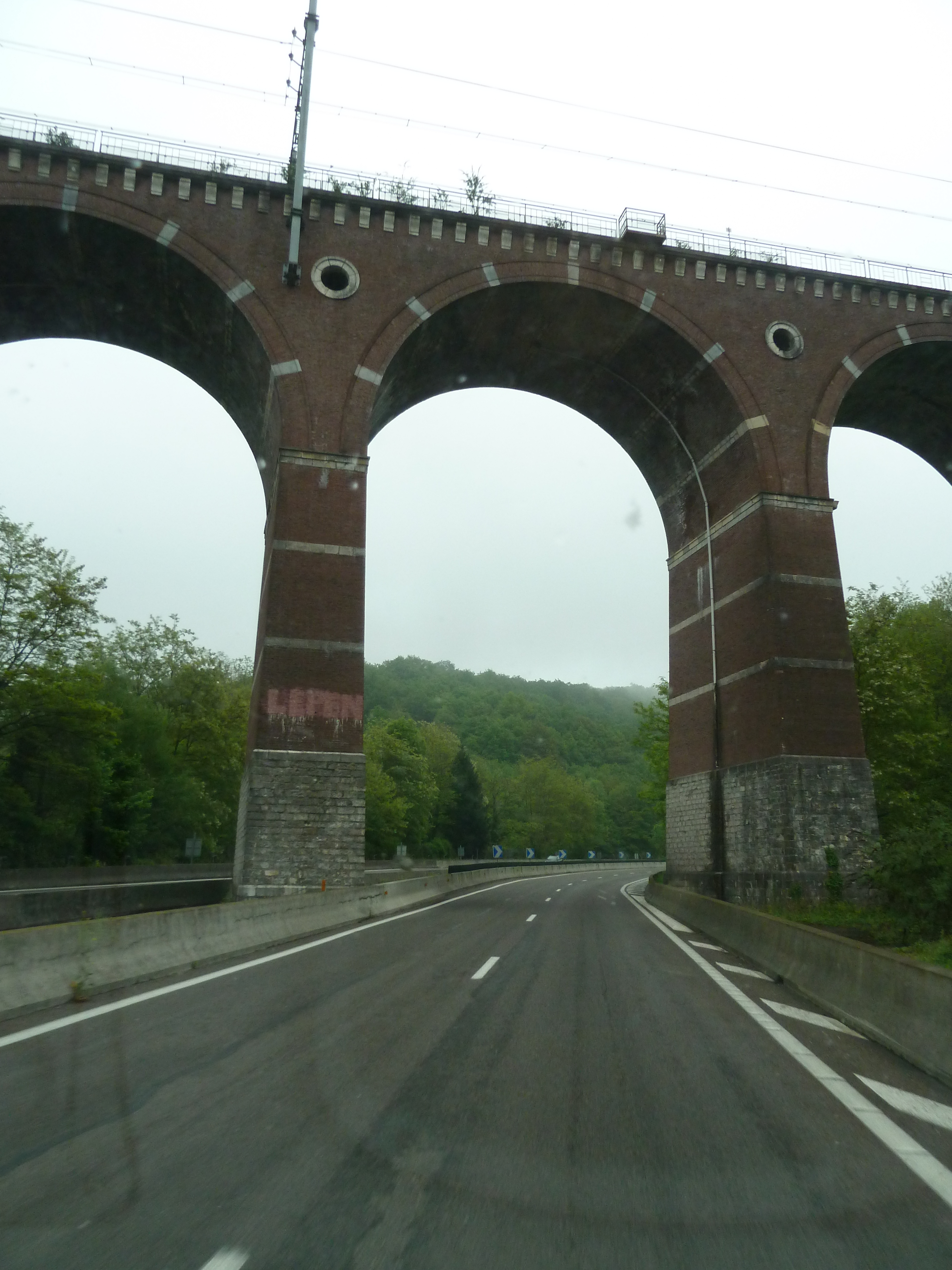
Passage du viaduc de Lanespède avant la côte de Capvern dans le sens Bayonne → Toulouse.

### Ouvrages d'art remarquables
- Viaduc de l'Arrêt-Darré
- Arche du viaduc ferroviaire de Lanespède

### Lieux sensibles
- En cas de neige : plateaux de Ger et de Lannemezan + rampe de Capvern
- Péage de Sames, bouchons lors des vacances
- Sortie de Tarbes Ouest, bouchons au péage aux heures de pointe
- Sortie Lannemezan, bouchons au péage certains week-ends d'hiver.
- Péage de Lestelle, bouchons lors des vacances
- Tous les jours, trafic dense à l'entrée de Toulouse